# Recuperador de corium

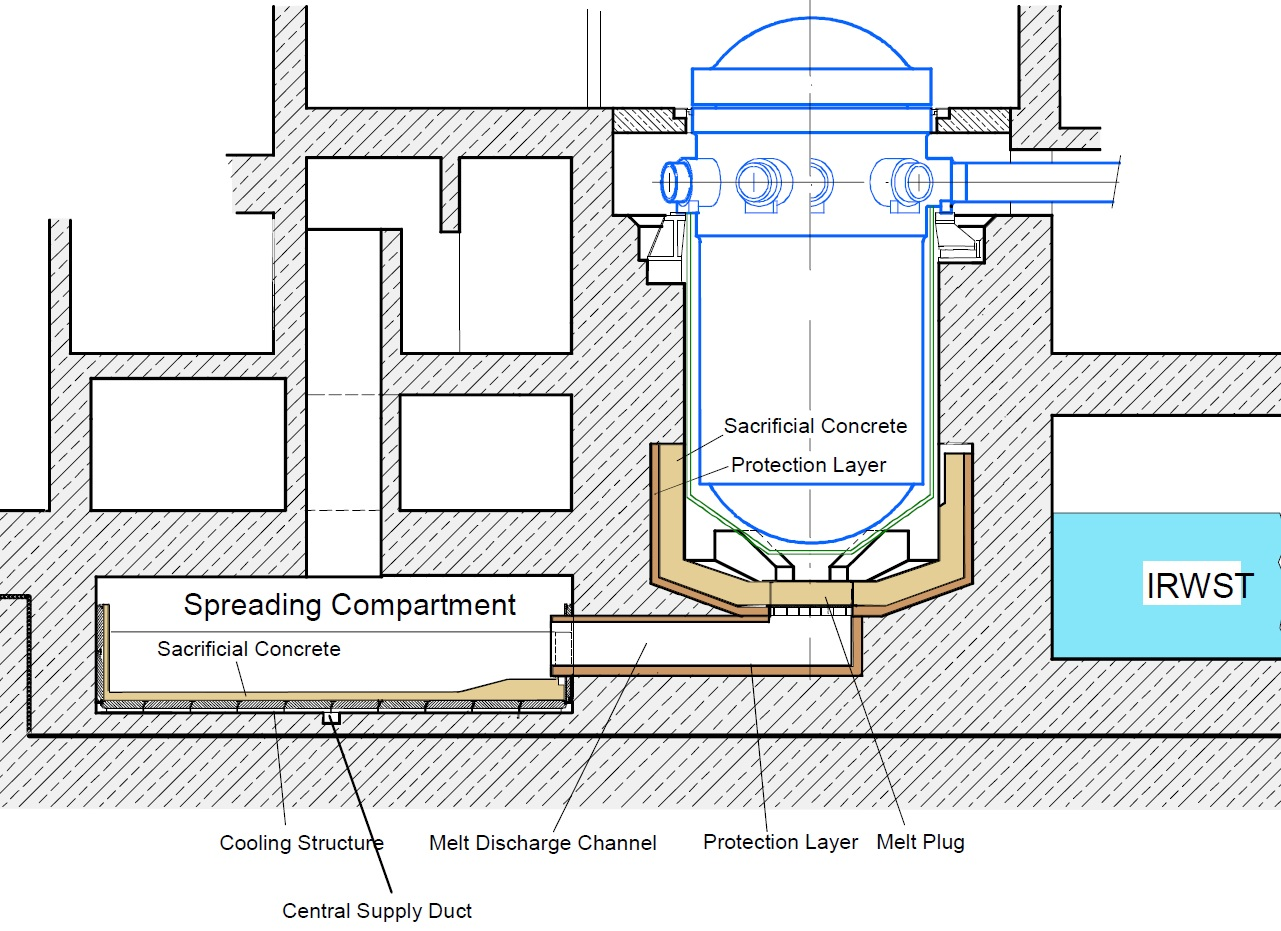
Diagrama de recuperador de corium no Reator Pressurizado Europeu.

Um recuperador de corium é um dispositivo com a função de conter o núcleo derretido (corium) de um reator nuclear em caso de um colapso nuclear e impedi-lo de escapar do edifício de contenção.
Um recuperador de corium é feito a partir de um composto especial de concreto e cerâmica que impeça o material de escorrer para fora da contenção; é também um mecanismo de resfriamento para resfriar o material fundido do núcleo. O recuperador de corium do Reator Pressurizado Europeu (EPR) tem uma área de expansão de 170 m² e uma massa de 500 t.
Exemplos de tipos de reatores com recuperadores de corium, além de EPR, são:
- SNR-300 (fast breeder)[4]
- AES-91/VVER-1000/428 (PWR)[5]
- SWR1000 (BWR)
- ESBWR
- Atmea I (PWR)
- ACPR-1000 (PWR)

O AES-91, um projeto da Atomstroyexport com base no projeto do VVER-1000, será o primeiro tipo de usina nuclear que tem um recuperador de corium diretamente abaixo do reator. Assim, no início de 2011, os dois reatores chineses da Usina Nuclear de Tianwan que usam esse modelo são os únicos reatores nucleares com este tipo de recuperadores de corium.
O físico russo que ajudou a projetar o modelo de recuperador de corium durante a Crise de Chernobyl, Leonid Bolshov, salientou que a experiência de Chernobyl, tem incentivado a Rússia a criar reatores com dispositivos de segurança com recuperadores de corium em novas centrais nucleares.